# Проект «Сила»
«Проект „Сила“» (англ. Project Power) — американский супергеройский фильм 2020 года режиссёров Генри Джуста и Эриель Шульман. Выход фильма состоялся 14 августа 2020 года на Netflix.

## Сюжет
События картины разворачиваются в Нью-Орлеане, ещё не восстановившемся после урагана Катрина. У местных наркодилеров появляются новые капсулы «Сила». Побочный эффект средства состоит в том, что принявший капсулу на 5 минут приобретает сверхспособности. Какие именно — это человек узнает, только приняв «Силу» в первый раз. На некоторое время на улицах города воцаряется хаос. Офицер полиции Фрэнк пытается бросить вызов разгулу преступности. Ему помогает девушка Робин, уличная певица и информатор полиции. Для того чтобы противостоять ставшим неуязвимыми бандитам, Фрэнку самому приходится принимать «Силу». Его путь пересекается с загадочным Артом, который ищет в городе пропавшую девочку и пытается разобраться, откуда в общество проник опасный наркотик. Выясняется, что за «Силой» стоит теневая проправительственная структура. Таким образом система решила произвести испытания средства для будущих сверхлюдей на представителях низших слоёв города.

## В ролях
- Джейми Фокс — Арт
- Джозеф Гордон-Левитт — Фрэнк
- Доминик Фишбэк — Робин
- Machine Gun Kelly — Ньют
- Родриго Санторо — Бигги
- Кьянна Симона Симпсон
- Андрен Уорд-Хаммонд
- Кортни Би Вэнс — Крейн
- Кейси Найстет
- Джим Клок
- Люк Хокс[англ.]
- Джанет Нгуен
- Эми Ландекер
- Аллен Мальдонадо[англ.]

## Производство
В октябре 2017 года было анонсировано, что Netflix приобрела права на сценарий Маттсона Томлин, при этом режиссёрами предстоящего фильма станут Генри Джуст и Эриель Шульман, а продюсерами — Эрик Ньюман и Брайан Унклес (англ. Bryan Unkeless).
Съёмки фильма начались 8 октября и закончились 22 декабря 2018 года.

## Отзывы и оценки
На сайте Rotten Tomatoes фильм имеет рейтинг 71 % на основе 59 рецензий критиков со средней оценкой 5,9 из 10. На сайте Metacritic фильм получил оценку 52 из 100 на основе 24 рецензий, что соответствует статусу «смешанные или средние отзывы».